# Nuoto sincronizzato ai campionati mondiali di nuoto 2009
Le competizioni di nuoto sincronizzato ai Campionati mondiali di nuoto 2009 si sono svolte dal 18 al 25 luglio 2009.

## Calendario
| ● | Competizioni | ● | Finali |

| Luglio/Agosto |    |    |    |    |    |    |    |    |    |    |    |    |    |    |    |    |
| 17            | 18 | 19 | 20 | 21 | 22 | 23 | 24 | 25 | 26 | 27 | 28 | 29 | 30 | 31 | 01 | 02 |
|               | ●  | ●  | ●  | ●  | ●  | ●  | ●  | ●  |    |    |    |    |    |    |    |    |

## Podi
| Evento                                | Oro                                           | Perform. | Argento                             | Perform. | Bronzo                           | Perform. |
| Singolo                               |                                               |          |                                     |          |                                  |          |
| Programma libero (Dettagli)           | Natal'ja Iščenko                              | 98,833   | Gemma Mengual                       | 98,333   | Beatrice Adelizzi                | 95,500   |
| Programma tecnico (Dettagli)          | Natal'ja Iščenko                              | 98,667   | Gemma Mengual                       | 97,833   | Marie Pier Boudreau-Gagnon       | 96,000   |
| Duo                                   |                                               |          |                                     |          |                                  |          |
| Programma libero (Dettagli)           | Russia Natal'ja Iščenko Svetlana Romashina    | 98,833   | Spagna Andrea Fuentes Gemma Mengual | 98,333   | Cina Jiang Tingting Jiang Wenwen | 97,000   |
| Programma tecnico (Dettagli)          | Russia Anastasija Davydova Svetlana Romashina | 98,667   | Spagna Andrea Fuentes Gemma Mengual | 97,333   | Cina Jiang Tingting Jiang Wenwen | 95,667   |
| Squadre                               |                                               |          |                                     |          |                                  |          |
| Programma libero combinato (Dettagli) | Spagna                                        | 98,333   | Cina                                | 97,667   | Canada                           | 96,167   |
| Programma libero (Dettagli)           | Russia                                        | 99,167   | Spagna                              | 98,167   | Cina                             | 97,167   |
| Programma tecnico (Dettagli)          | Russia                                        | 98,833   | Spagna                              | 97,833   | Cina                             | 96,667   |

## Medagliere
| Posizione | Paese  |   |   |   | Totale |
| --------- | ------ | - | - | - | ------ |
| 1         | Russia | 6 | 0 | 0 | 6      |
| 2         | Spagna | 1 | 6 | 0 | 7      |
| 3         | Cina   | 0 | 1 | 4 | 5      |
| 4         | Canada | 0 | 0 | 2 | 2      |
| 5         | Italia | 0 | 0 | 1 | 1      |
| Totale    | Totale | 7 | 7 | 7 | 21     |